# Solly Zuckerman, barone Zuckerman
Solly Zuckerman, barone Zuckerman (Città del Capo, 30 maggio 1904 – Londra, 1º aprile 1993), è stato un biologo britannico.

## Biografia
Fu il secondo figlio e il primo maschio di Moses e Rebecca Zuckerman (nata Glaser). Entrambi i suoi genitori erano figli di immigranti ebrei.
Durante la seconda guerra mondiale, dopo essere stato insegnante universitario presso il dipartimento di anatomia dell'Università di Oxford, collaborò con il Ministero della Sicurezza Nazionale. Studiò l'effetto delle esplosioni delle bombe sul corpo umano ed applicò le teorie alle tecniche di bombardamento dell'aviazione britannica prima in Africa settentrionale, poi sull'isola di Pantelleria e quindi, nel 1943, divenuto consigliere scientifico delle forze aeree, collaborò alla pianificazione delle operazioni di bombardamento durante gli sbarchi alleati in Normandia e quindi a quella dei bombardamenti intensivi sul territorio tedesco.